# 刺盾炱亞綱
刺盾炱亞綱（學名：Chaetothyriomycetidae）是真菌界散囊菌綱的一個亞綱。本亞綱的物種合稱為「黑色酵母」或「黑霉」。